# 施榮禮
（1964年4月13日—），蘇格蘭民族黨籍政治家，自2024年5月起擔任蘇格蘭首席部長和蘇格蘭民族黨黨魁。
自1999年至2011年期間，施榮禮曾擔任北泰賽德選區的蘇格蘭議會議員，並在2011年邊界重劃後獲選為北佩斯郡選區的議員。2000年至2004年，他成為蘇格蘭民族黨黨魁兼官方反對黨領袖。2007年至2023年，他亦曾在薩蒙德及施雅晴的內閣中出任多個重要職務，包括成為蘇格蘭副首席部長。